# Chiesa di San Sebastiano (Roccatederighi)
La chiesa di San Sebastiano è un edificio sacro situato a Roccatederighi, nel comune di Roccastrada.

## Storia
L'attuale aspetto risale al radicale rifacimento effettuato nel 1860, come indica la lapide apposta all'ingresso. Il preesistente edificio, la cui fondazione doveva risalire alla fine del XVI secolo, era sede dell'oratorio dei Santi Fabiano e Sebastiano.

## Architettura

### Esterno
La facciata in stile neoclassico si presenta spartita da lesene in trachite.

### Interno
All'interno, nel piccolo ambiente a pianta rettangolare, si trovano la statua lignea policromata di San Sebastiano di manifattura ottocentesca, e l'interessante stendardo processionale dipinto da un artista senese degli inizi del XVII secolo con l'immagine della Madonna con il Bambino nel recto e quella dei Santi Fabiano e Sebastiano nel verso.